# Microphysogobio tungtingensis
Microphysogobio tungtingensis és una espècie de peix cipriniforme de la família dels ciprínids.

## Morfologia
Els mascles poden assolir els 11,5 cm de longitud total.

## Distribució geogràfica
Es troba des de la conca del riu Amur fins al riu Iang-Tsé. També és present al llac Buir Nur i als rius de Corea.